# Tolvay Gábor
Köpösdi Tolvay Gábor (1654.-1718. november 22.) ügyvéd, nádori itélőmester, labanc, alnádor.

## Élete
Előbb Trencsén vármegyében élt és tevékenykedett. 1682-ben a nemesi felkelés gyalogos-, 1683-ban pedig lovassági hadnagya volt. 1683-ban Trencsén vármegye követeként a királyi udvarba ment. 1687-ben részt vett az eszéki csatában. Az 1687-es pozsonyi országgyűlésen Szakolca város követe volt. 1687-ben, Korompay Péter idején a nyitrai püspökség jószágigazgatója lett. 1690-ben gróf Bercsényi Miklós, 1692-től gróf Erdődy György jószágigazgatója volt. 1693-től személynöki, 1701-től pedig 13 éven át nádori ítélőmester volt. 1700-ban és 1701-ben Nyitra vármegye táblabírája. 1706-ban a kancellárián is szolgált.
Buzgó labancként Szerednél fogságba esett, s 1704-1708 között négy évig kuruc fogságban sínylődött. 1708 végén a császári fogságba esett Görgey Jánosért és Görgey Györgyért cserébe kicserélték. Fegyverszüneti tárgyalásai eredménytelenül végződtek. A császárhoz való hűségéért 1709-ben címerét kibővítették és bárói rangot kapott. 1712-ben tanácsos és alnádor lett.
1715-ben a diósgyőri Haller uradalom helyreállítását és birtokosát megállapító és felügyelő országgyűlés által kinevezett egyik bíró lett.
Első feleségétől származó fiai katonaságban estek el utód nélkül. Második feleségétől Jászy Anna Máriától származó fiát, Tolvay Jánost (1699-1776) 1754-ben a király grófi rangra emelte.

### Birtokai
1688-ban Kollonich Lipóttól 1800 forinton megvásárolta Nagy-Köpösdöt, melybe egy évre rá be is iktatták. 1690-ben Nedeczky Györggyel Nemeskürtöt, illetve Kis-Köpösd és Lajosfalva pusztákat kapták nádori adományba. 1695-ben Bercsényitől házat vett Szombathelyen. 1696-ban kapta adományba Finta birtokot. 1697-ben a Károlyiakkal a Szatmár vármegyei Mezőterem helységre királyi adományt kapott. 1700-ban sógorával, Jeszenszky István nádori titkárral együtt Pozsony vármegyében kapott nádori adományt. A köpösdi kastélyt 1700-ban kezdte el építeni, de csak 1716-ban költözött be.
1717-ben 10 ezer forinton megszerezte Török György örököseitől a néveri kastélyt, illetve családi, nyitragesztei, koloni, kisbéládi, borosbéládi és kernyei birtokrészeket, valamint a fintabéládi pusztát.

## Műve
- 1709 Decustio Juris Haereditarij Augustissimi Imperatoris Josephi Primi In Regia Dignitate Regni Hungariae ex ipsis Legibus Regni, Generaliqu. Decreto & approbatis Historicis Concinnata. Tyrnaviae